# Бухолц (Тирингија)
Бухолц (њем. Buchholz) општина је у њемачкој савезној држави Тирингија. Једно је од 32 општинска средишта округа Нордхаузен. Према процјени из 2010. у општини је живјело 206 становника. Посједује регионалну шифру (AGS) 16062004.

## Географски и демографски подаци
Бухолц се налази у савезној држави Тирингија у округу Нордхаузен. Општина се налази на надморској висини од 320 метара. Површина општине износи 2,6 km². У самом мјесту је, према процјени из 2010. године, живјело 206 становника. Просјечна густина становништва износи 79 становника/km².

## Међународна сарадња
| Мјесто  | Држава    | Врста сарадње | Од    |
| ------- | --------- | ------------- | ----- |
| Монстер | Холандија | партнерство   | 1992. |
| Извор   |           |               |       |